# Henri Rabaute
Henri Rabaute, né le 26 mai 1943 à Limoges et mort le 11 novembre 2000 à Limoges,,, est un coureur cycliste français, professionnel entre 1967 et 1972. Il s'est distingué sur le Tour de France 1967 en prenant la deuxième place de la 20e étape se terminant au puy de Dôme,.

## Palmarès
- 1960
  -  Champion de France juniors

- 1962
  - Limoges-Saint-Léonard-Limoges
  - Tour de Corrèze :
    - Classement général
    - 2e étape[6]

- 1967
  - 2e de Limoges-Saint-Léonard-Limoges

## Résultats sur les grands tours

### Tour de France
3 participations
- 1967 : 21e
- 1968 : abandon (15e étape)
- 1970 : 27e

### Tour d'Italie
2 participations
- 1967 : 37e
- 1968 : 57e

### Tour d'Espagne
2 participations
- 1969 : hors délais (12e étape)
- 1970 : abandon (9e étape)